# Енталпия
Енталпията е мярка за съдържанието на енергия в дадена термодинамична система. Не много правилно може да се определи като топлината, която се съдържа в една система (атом, молекула, кристал и т.н.). В литературата се обозначава с буквата H (от английски: heat content – „съдържание на топлина“) използва се мерната единица от СИ – джаул (J). В химията и термодинамиката се използват специфичната енталпия h[kJ/kg] и моларната енталпия hm[kJ/kmol].

## Общо за енталпията
В анализа на задачи от термодинамиката често се среща израза {\displaystyle U+pV}, където U е вътрешната енергия, p е налягането, V е обемът на термодинамичната система. Като по компактно обозначаване на този израз се е наложила енталпията: {\displaystyle H=U+pV}. Енталпията е свойство на системата, т.е. за всяко равновесно състояние на конкретната термодинамична система енталпията има точно определена стойност.
Нека да разгледаме термодинамична трансформация, при която системата отива от състояние А в състояние В. Промяната на вътрешната енергия на тялото, според първия принцип на термодинамиката, е равна на разликата на получената топлина и работата, извършена от системата:
{\displaystyle \Delta U=U_{B}-U_{A}=Q-W\qquad (1)}
По време на трансформацията работи единствено налягането:
{\displaystyle W=p\Delta V=p(V_{B}-V_{A})}
Замествайки в (1):
{\displaystyle U_{B}-U_{A}=Q-p\Delta V=Q-p(V_{B}-V_{A})\;}
От това уравнение следва, че получената при такава трансформация топлина е равна на:
{\displaystyle Q=(U_{B}+pV_{B})-(U_{A}+pV_{A})\;}
Записът значително се улеснява, ако се дефинира функцията енталпия H: {\displaystyle H=U+pV}, т.е.
{\displaystyle Q=H_{B}-H_{A}=\Delta H\;}
Ползата от въвеждането на тази функция е, че енталпията за разлика от топлината е функция на състоянието и е равна на полученото от системата количество топлина при постоянно налягане. Ситуациите, в които налягането е постоянно, са често срещани във физиката, например при изпарение на течност в съд на открито (т.е. подложен на атмосферното налягане) и др. Стойността на енталпията и изменението ѝ зависят единствено от началното и крайното състояние, а не от междинните състояния, през които минава системата по време на термодинамичния процес.